# جنروسو روسی
جنروسو روسی (انگلیسی: Generoso Rossi؛ زادهٔ ۳ ژانویهٔ ۱۹۷۹) بازیکن فوتبال اهل ایتالیا است.
از باشگاه‌هایی که در آن بازی کرده‌است می‌توان به باشگاه فوتبال سورنتو کالچو، باشگاه فوتبال کویینز پارک رنجرز، باشگاه فوتبال لچه، باشگاه فوتبال ونتزیا، باشگاه فوتبال باری، باشگاه فوتبال روبور سیه‌نا، باشگاه فوتبال کاتانیا، باشگاه فوتبال کروتونه، باشگاه فوتبال تریستیانا، و باشگاه فوتبال پالرمو اشاره کرد.
وی همچنین در تیم ملی فوتبال زیر ۲۱ سال ایتالیا بازی کرده‌است.